# District de Tongguanshan
Le district de Tongguanshan (铜官山区 ; pinyin : Tóngguānshān Qū) est une subdivision administrative de la province de l'Anhui en Chine. Il est placé sous la juridiction de la ville-préfecture de Tongling.
En octobre 2015, le district de Tongguanshan a fusionné avec le district de Shizishan pour former le district de Tongguan.